# Henry P. Haun
Henry P. Haun (Scott megye, 1815. január 18. – Marysville, 1860. június 6.) az Amerikai Egyesült Államok szenátora (Kalifornia, 1859–1860).